# Comité national olympique érythréen
Le Comité national olympique érythréen (en anglais Eritrean National Olympic Committee) est le représentant de l'Érythrée au Comité international olympique (CIO). Il appartient à l'Association des comités nationaux olympiques d'Afrique. Son président est Luul Fisshaye depuis [Quand ?].
Le comité, fondé en 1996, a été reconnu par le Comité international olympique en 1999. 